# Лаванда
Лаванда или лавандула, деспик, женски деспик (лат. Lavandula angustifolia) је биљка из породице уснатица (Lamiaceae).

## Опис биљке
Расте као низак жбун висине 50-80 цм. Стабљике су многобројне, длакаве и четвороугаоне. Листови су линеарно-шиљасти, седећи (без лисних дршки) и наспрамно су распоређени. Цветови су ситни и сакупљени у класолике цвасти и јако лепе љубичасте боје због чега се гаји и као украсна биљка. Цветови као и читава биљка су изузетно пријатно миришљави. Због дуготрајног и јединственог мириса лаванда је данас у домаћинству једна од највише употребљаваних ароматичних биљака.

## Употреба
У Србији лаванданије аутохтона врста па се често гаји као лековита и декоративна биљка, поготово успешно у Сићевачкој клисури.
Од лавандуле се као дрога користи осушен цвет и етарско уље које преписује наша фармакопеја. Цвет се бере пре него што биљка процвета, а етарско уље се добија дестилацијом воденом паром из свеже биљке. 
Осушени цвет се може користити као чај код поремећаја расположења, замора, несанице, лошег варења - надимања и грчева. Осушен цвет и гранчице се врло успешно користе у купкама (20-100 г на 20л воде) као и инсектицид - у ормарима Архивирано на веб-сајту  (4. март 2024) са рубљем одбијају мољце. 
За спољну употребу користи се етарско уље код поремећаја периферне циркулације па се додаје препаратима који се утрљавају у кожу. Од етарског уља лаванде припремају се препарати који се користе као заштита од уједа комараца било да се употребљавају у специјалним лампама или наносе директно на кожу.